# Adiopa disgrega
Adiopa disgrega är en fjärilsart som beskrevs av Heinrich Benno Möschler 1890. Adiopa disgrega ingår i släktet Adiopa och familjen nattflyn. Inga underarter finns listade i Catalogue of Life.